# Référendum constitutionnel marocain de 1962
Le référendum constitutionnel du Maroc en 1962 est le premier référendum de l'histoire contemporaine du Maroc, proposé par le roi Hassan II. Il prévoyait de créer la première constitution pour l'État marocain.

## Déroulement
Ce référendum si particulier fut voté sous l'œil des régimes occidentaux démocrates ce qui donnait à ce référendum un soin démocrate, le référendum visant à créer un parlement pour la première fois dans l'histoire du Maroc. Le taux de participation était de 77,88 % et d'approbation était de 80,10 %.